# 皮奥伊州大卡尔代朗
皮奥伊州大卡尔代朗（葡萄牙語：Caldeirão Grande do Piauí）是巴西皮奥伊州的一个市镇。总面积514.307平方公里，总人口5611人，人口密度10.9人/平方公里。